# Жумабоев, Санжар
Санжар Жумабоев (род. 17 июня 2002, Ангрен, Ташкентская область) — узбекский футболист, выступавший на позиции вингера.

## Карьера
Является воспитанником ташкентской футбольной школы. В 2020 году перешёл в клуб АГМК, где стал выступать за молодёжную команду клуба. В 2021 году футболист вместе с основной командой отправился на матчи группового этапа Лиги чемпионов АФК. Дебютировал за клуб 24 апреля 2021 года в матче против эмиратского клуба «Шабаб Аль-Ахли», выйдя на замену на 51 минуте. Затем футболист продолжил выступать за молодёжный состав клуба. В сентябре 2023 года футболист перешёл в белорусский клуб «Ислочь», с которым подписал годичный контракт. Футболист сразу же отправился в распоряжение дублирующего состава белорусского клуба. Узбекистанский футболист лишь единожды попал в заявку основной команды, но так и не дебютировал за клуб. Продолжал выступать за дублирующий состав,за который провёл 5 матчей. В декабре 2023 года футболист покинул клуб, расторгнув контракт по соглашению сторон. Так и не заиграв на профессиональном уровне завершил карьеру.